# Řehoř z Tours
Řehoř z Tours také Gregorius z Tours rozený Gregorius Florentius (30. listopadu 538 Clermont-Ferrand – 17. listopadu 594 Tours) byl franský biskup a historik, což z něj učinilo předního preláta oblasti, kterou Římané dříve označovali jako Galii. Je autorem desetisvazkových dějin, nazvaných Historia Francorum (též Gesta Francorum aj.). Církví je uznáván jako světec.

## Život
Narodil se jako Georgius Florentius, později přijal jméno Gregorius na počest svého pradědečka z matčiny strany. Vychován byl u svého strýce, clermontského biskupa, kde byl i vysvěcen na jáhna. Jeho Dějiny Franků popisují dějiny od stvoření světa až do roku 591. Zejména soudobým dějinám se Řehoř věnoval podrobně a tak je jeho dílo jedním z nejdůležitějších zdrojů pro raně středověké dějiny Franské říše. Známý je také svými zprávami o zázracích svatých, zejména čtyři knihy zázraků Martina z Tours. Hrob sv. Martina byl v 6. století významným poutním místem a spisy sv. Řehoře měly praktický účinek na propagaci tohoto významného kultu.
Ve sporech mezi syny krále Chlothara se vyznamenal pevností a stálostí, přesto ho tyto spory dohnaly až před soud, který ho ale zprostil viny. Později se stal královým rádcem, zemřel jako uctívaný biskup města Tours.

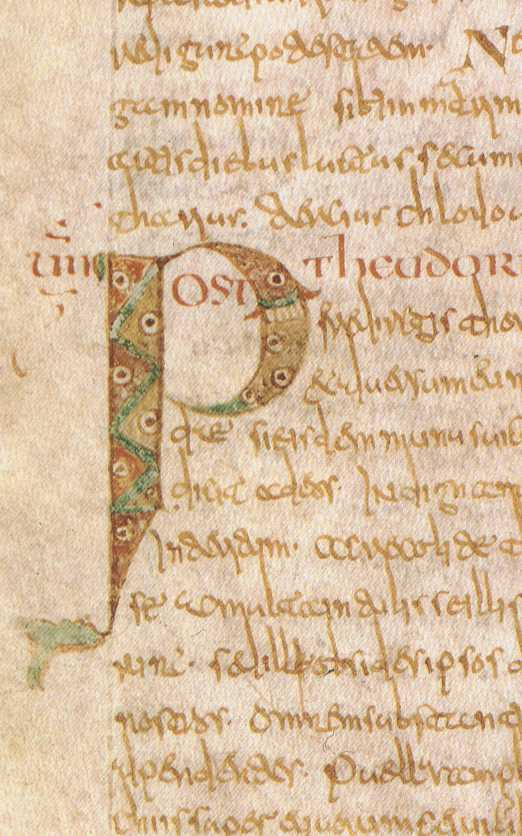
Ukázka z rukopisu Řehořových Historiae (7. stol.)

## Historia Francorum
Původní titul Řehořova díla bylo Liber miraculorum, „Kniha divů“. Teprve později začalo být označováno podle obsahu Historia Francorum „Dějiny Franků“, Gesta Francorum „Činy Franků“, Decem libri historiarum „Deset knih dějin“ nebo Chronicae „Kroniky“.
Historia Francorum Řehoře z Tours je desetisvazkové dílo, které obsahuje křesťanské příběhy o zázracích, popisy znamení a přírodních událostí, příběhy křesťanských mučedníků, dialogy církevních debat, životopisy svatých mužů, život šlechty, životy excentrických rolníků, biblické verše a odkazy na složité mezinárodní vztahy. Mezi četnými kmeny a národy, které jsou v díle jmenovány jsou i Langobardi, Vizigóti, Ostrogóti a Hunové. Dílo obsahuje i Řehořovu osobní biografii a výklad událostí.
Knihy I. až IV. zpočátku líčí světové dějiny od stvoření světa, ale rychle přecházejí ke christianizaci Galie, životu a době sv. Martina z Tours, obrácení Franků na křesťanskou víru a dobytí Galie Chlodvíkem I. Dílo pak pokračuje podrobnější historií, především životopisy franských králů až po smrt Sigeberta I. v roce 575. K tomuto datu byl Řehoř již dva roky biskupem v Tours.
Kniha V. obsahuje popis soudobých dějin.
Kniha VI. končí smrtí Chilperika I. v roce 584. Během let, kdy se Chilperich zdržoval v Tours, byly vztahy mezi ním a Řehořem velmi napjaté. Po vyslechnutí zvěstí, že Řehoř z Tours pomluvil jeho manželku Fredegundu, nechal Chilperich Řehoře zatknout a soudit za zradu. Obvinění ohrozilo biskupství i Řehořův život. Nejvýmluvnější pasáží celého díla je závěrečná kapitola knihy VI. ve které je Chilperichova postava nesympaticky shrnuta pomocí invektivy, kdy ho přirovnal k Herodovi a Nerovi.
Knihy VII. až X. jsou jeho stále osobnějším popisem do roku 591. Vše skončil prosbou, aby další kronikáři zachovali jeho dílo v úplnosti (jako by se skutečně stalo). V roce Řehořovy smrti, v roce 594, byl sepsán epilog.

## Úcta
Řehoř z Tours je v římskokatolické církvi uctíván jako světec, jeho památka se připomíná 17. listopadu. Bývá zobrazován jako biskup se svitkem knihy a perem. Často má také u sebe rybu, neboť dle legendy uzdravil svého slepého otce rybími játry. Malba z 15. století ukazuje sv. Řehoře z Tours, jak probouzí k životu mrtvé dítě.